# Вениамин Таушанович
Вениамин (на сръбски: Венијамин) е сръбски духовник, бихачки (1925 - 1934), злетовско-струмишки (1929 - 1934) и браничевски епископ (1934 - 1952) на Сръбската православна църква.

## Биография
Роден е на 23 януари 1884 година със светското име Владимир Таушанович (Владимир Таушановић) в Пирот, Сърбия. Завършва основно училище и шесткласна гимназия в Белград. По-късно завършва Кишиневската духовна семинария и Богословския факултет на Атинския университет, в който защитава и докторска дисетрация в 1912 година. На 11 май 1913 година се замонашва в манастира Раковица от архимандрит Руфим, а го приемат Доситей Нишки и йеромонох Николай. На 14 май 1913 година в белградската съборна църква „Свети Сава“ е ръкоположен за дякон от Доситей Нишки, а на 21 май - за презвитер от Димитрий Сръбски. В 1919 година Варнава Велешки и Дебърски го прави сингел и протосингел, а на 15 декември 1920 година получава архимандритски чин от Михаил Рашко-Призренски. Работи в болницата на Кръг на сръбските сестри, после преподава богословие в Белград, в гимназията в Гевгели, сръбските гимназии на Корфу и във Велес. Полага професорски изпит и работи в Гевгели и Охрид. От учебната 1920-1921 година преподава вероучение в гимназията в Охрид, а в 1924 година е и заместник-директор на същата гимназия.
На 6 декември 1925 година е избран за епископ на новообразуваната Бихачка епархия. Ръкоположен е в белградската съборна църква на 23 май 1926 година от патриарх Димитрий, митрополит Василий Банялучки и епископ Михаил Рашко-призренски.
През ноември 1929 година е избран за злетовско-струмишки епископ в Щип, а през 1934 година е преместен в Пожаревац като браничевски епископ. При управлението му са издигнати 37 нови енорийски домове, 19 нови църкви и са започнати 13. През Втората световна война приема 40 свещеници бежанци, а в манастирите Раваница и „Света Петка“ отваря домове за деца бежанци. Преди началото на войната започва строеж на представителната нова епископия в Пожаревац, но така и не влиза в нея, тъй като след войната в нея се настаняват военните. Умира на 28 май 1952 година в Белград. Погребан е в съборния храм „Свети Архангели“ в Пожаревац.